# Eddy Bruyninckx
Eddy baron Bruyninckx (Stabroek, 14 maart 1951) is een Belgisch bedrijfsleider en bestuurder. Hij was CEO van het Havenbedrijf Antwerpen van 1992 tot 2016.

## Levensloop
In 1974 werd Eddy Bruyninckx assistent sociologie aan de Ufsia in Antwerpen. In 1977 ging hij aan de slag als inspecteur bij het ministerie van Financiën. Tussen 1981 en 1986 was hij adjunct-kabinetschef van Vlaams minister-president Gaston Geens (CVP) en van 1987 tot 1990 secretaris-generaal van de Sociaal-Economische Raad van Vlaanderen. In 1991 keerde Bruyninckx terug naar het kabinet van Vlaams minister-president Geens, ditmaal als kabinetschef.
In 1992 werd hij in opvolging van Fernand Suykens aangesteld als CEO van het Havenbedrijf Antwerpen. Deze functie vervulde hij tot december 2016, wanneer hij door Jacques Vandermeiren werd opgevolgd. Sindsdien bekleedt hij bestuursmandaten bij bouwbedrijf Aertssen, terminaloperator SEA-invest en groupagespecialist ECU Worldwide.
Bruyninckx was onder meer voorzitter van Kunstonderwijs Sint-Lucas en Railport Antwerpen, ondervoorzitter van Maatschappij Linkerscheldeoever, lid van een regionaal comité van de ING Bank en bestuurder van de Karel de Grote Hogeschool, nv De Scheepvaart, de nv Liefkenshoektunnel, de NMBS, de NMBS-Holding en Port of Antwerp International.

## Eerbetoon
In 2003 kreeg Bruyninckx de prijs van overheidsmanager van het jaar.
In 2017 werd hij opgenomen in de erfelijke Belgische adel met de persoonlijke titel van baron.
Hij is honorair consul voor Uruguay in de provincie Antwerpen.